# American Basketball Association 1975-1976
La stagione della American Basketball Association 1975-1976 fu la nona ed ultima edizione del campionato ABA, che l'anno successivo confluì nella NBA. I campioni furono i New York Nets, che sconfissero in finale i Denver Nuggets.
La stagione fu assai travagliata: i San Diego Sails e gli Utah Stars non terminarono la stagione, mentre i Baltimora Claws, seppur iscritti, non la iniziarono neppure. I Virginia Squires chiusero i battenti dopo aver disputato 83 partite, un mese dopo la fine della stagione a Maggio 1976.

## Squadre partecipanti
- Denver Nuggets
- Indiana Pacers
- Kentucky Colonels
- N.Y. Nets
- San Antonio Spurs

- San Diego Sails
- Spirits of St. Louis
- Utah Stars
- Virginia Squires

## Classifica finale
| Squadra              | V  | P  | %    | GB   |
| -------------------- | -- | -- | ---- | ---- |
| Denver Nuggets       | 60 | 24 | 71,4 | -    |
| New York Nets        | 55 | 29 | 65,5 | 5    |
| San Antonio Spurs    | 50 | 34 | 59,5 | 10   |
| Kentucky Colonels    | 46 | 38 | 54,8 | 14   |
| Indiana Pacers       | 39 | 45 | 46,4 | 21   |
| Spirits of St. Louis | 35 | 49 | 41,7 | 25   |
| San Diego Sails      | 3  | 8  | 27,3 | 20,5 |
| Utah Stars           | 4  | 12 | 25,0 | 22   |
| Virginia Squires     | 15 | 68 | 18,1 | 44,5 |

## Vincitore
| Campione ABA 1975-1976    |
| ------------------------- |
| New York Nets (2º titolo) |

## Statistiche
| Categoria             | Giocatore     | Squadra           | Stat |
| --------------------- | ------------- | ----------------- | ---- |
| Punti per gara        | Julius Erving | New York Nets     | 29,3 |
| Rimbalzi per gara     | Artis Gilmore | Kentucky Colonels | 15,5 |
| Assist per gara       | Don Buse      | Indiana Pacers    | 8,2  |
| Palle rubate per gara | Don Buse      | Indiana Pacers    | 4,1  |
| Stoppate per gara     | Billy Paultz  | San Antonio Spurs | 3,0  |
| FG%                   | Bobby Jones   | Denver Nuggets    | 56,8 |
| FT%                   | Mack Calvin   | Virginia Squires  | 88,8 |
| 3FG%                  | Brian Taylor  | New York Nets     | 42,1 |

## Premi ABA
- ABA Most Valuable Player Award: Julius Erving, New York Nets
- ABA Rookie of the Year Award: David Thompson, Denver Nuggets
- ABA Coach of the Year Award: Larry Brown, Denver Nuggets
- ABA Playoffs Most Valuable Player: Julius Erving, New York Nets
- All-ABA First Team:
  - Ralph Simpson, Denver Nuggets
  - Julius Erving, New York Nets
  - Artis Gilmore, Kentucky Colonels
  - Billy Knight, Indiana Pacers
  - James Silas, San Antonio Spurs
- All-ABA Second Team:
  - Bobby Jones, Denver Nuggets
  - George Gervin, San Antonio Spurs
  - Dan Issel, Denver Nuggets
  - David Thompson, Denver Nuggets
  - Don Buse, Indiana Pacers
- All-Defensive Team:
  - Bobby Jones, Denver Nuggets
  - Julius Erving, New York Nets
  - Artis Gilmore, Kentucky Colonels
  - Don Buse, Indiana Pacers
  - Brian Taylor, New York Nets
- All-Rookie Team:
  - M.L. Carr, Spirits of St. Louis
  - Mark Olberding, San Diego / San Antonio
  - Kim Hughes, New York Nets
  - David Thompson, Denver Nuggets
  - Ticky Burden, Virginia Squires